# An Mein Volk

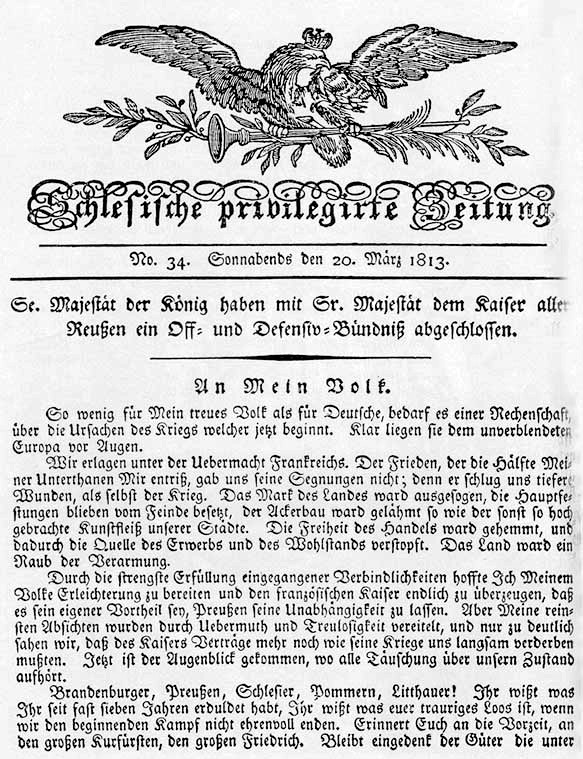
Beginn des Aufrufs An Mein Volk

Mit dem Aufruf An Mein Volk wandte sich der preußische König Friedrich Wilhelm III. am 17. März 1813 in Breslau an sein Volk, „Brandenburger, Preußen, Schlesier, Pommern, Litthauer“, und bat um Unterstützung für den Kampf gegen Kaiser Napoleon I. Am selben Tag erfolgte die Kriegserklärung Preußens an Frankreich.
Der Aufruf wurde in der schlesischen Metropole Breslau veröffentlicht, in die sich der König Ende Januar 1813 begeben hatte, weil in der Hauptstadt Berlin aufgrund der französischen Besatzung seine Sicherheit gefährdet war. Mit dem Aufruf wandte sich das erste Mal in der preußischen Geschichte der Monarch unmittelbar an sein Volk. Der Aufruf steht insofern für den Beginn eines Wandels im Verhältnis des Königs zum Volk.
Den Text hatte der preußische Staatsrat Theodor Gottlieb von Hippel entworfen. Die erste Verbreitung erfuhr der Aufruf durch die Schlesische privilegirte Zeitung vom Sonnabend, den 20. März 1813, von Breslau aus.
Dem Aufruf des Königs, der die Einheit von Krone und Staat und die Bewahrung der „heiligen Güter“ durch sein Volk als „Preußen und Deutsche“ beschwor, nämlich „Gewissensfreiheit, Ehre, Unabhängigkeit, Handel, Kunstfleiß und Wissenschaft“, war im Februar die Bildung eines Volksheeres sowie der Freiwilligen Jäger und des Lützowschen Freikorps vorangegangen. So konnte Preußen neben Russland die Hauptlast der Befreiungskriege tragen.
Gleichzeitig mit dem Aufruf An Mein Volk stiftete der König auch das Eiserne Kreuz als Kriegsauszeichnung ohne Standesunterschied, datierte dessen Stiftungsurkunde jedoch auf den 10. März zurück, um eine Verbindung mit seiner 1810 verstorbenen Frau, Königin Luise, deren Geburtstag der 10. März war, herzustellen. Zeitgleich veröffentlichte die Schwägerin des Königs, Prinzessin Marianne von Preußen, ihren Aufruf der königlichen Prinzessinnen an die Frauen im preußischen Staate und initiierte damit die Bewegung „Gold gab ich für Eisen“.